# Johann Melhardt
Johann Melhardt (1854 – 2. srpna 1910 Bad Gastein) byl rakouský a český báňský odborník, manažer a politik německé národnosti, na počátku 20. století poslanec Českého zemského sněmu.

## Biografie
Profesí byl báňským odborníkem a ředitelem Duchcovského uhelného spolku. Působil také jako ředitel firmy Moravia-Gewerkschaft na Moravě.
Na počátku století se zapojil i do zemské politiky. Ve volbách v roce 1908 byl zvolen do Českého zemského sněmu v kurii obchodních a živnostenských komor (volební obvod Liberec). Patřil k Německé pokrokové straně. Na sněmu se zabýval hospodářskými otázkami. Po roce 1908 se ovšem sněm kvůli obstrukcím již fakticky nescházel.
Krátce před smrtí se přestěhoval z Teplic do Drážďan, což souviselo se změnou sídla ředitelství Duchcovského uhelného spolku. Zemřel náhle v srpnu 1910 v Bad Gasteinu, kde pobýval na léčení.